# ANGEL VOICE 〜本田美奈子.メモリアル・ベスト〜
『ANGEL VOICE 〜本田美奈子.メモリアル・ベスト〜』（エンジェル・ボイス ほんだみなこメモリアルベスト）は、本田美奈子.のベスト・アルバム。

## 解説
1990年発売予定でお蔵入りした未発表の8曲を含むアルバムを初収録した（Disc.2）。また、「GOLDEN DAYS」のメイキング映像を初公開した。

## 収録曲

### Disc.1
1. Temptation（誘惑） [3:48]
作詞：松本隆、作曲：筒美京平、編曲：大谷和夫
2. 1986年のマリリン [3:59]
作詞：秋元康、作曲：筒美京平、編曲：新川博
3. Oneway Generation [4:23]
作詞：秋元康、作曲：筒美京平、編曲：大谷和夫
4. GOLDEN DAYS [2006 Re-mix] [4:28]
作詞・作曲・編曲：Brian May
  - アルバム『心を込めて...』収録曲
5. 殺意のバカンス [4:05]
作詞：売野雅勇、作曲：筒美京平、編曲：中村哲
6. M' [4:10]
作詞：秋元康、作曲：筒美京平、編曲：船山基紀
  - アルバム『M'シンドローム』収録曲
7. 好きと言いなさい [3:30]
作詞：売野雅勇、作曲：筒美京平、編曲：船山基紀
8. ハーフムーンはあわてないで [3:57]
作詞：秋元康、作曲：筒美京平、編曲：大谷和夫
  - シングル「Sosotte」c/w
9. HELP [4:07]
作詞：秋元康、作曲：筒美京平、編曲：大谷和夫
10. あなたと、熱帯（Single Version） [5:01]
作詞：松本隆、作曲：忌野清志郎、編曲：Paradigm Shift
11. 孤独なハリケーン [4:54]
作詞：小林和子、作曲：西木栄二、編曲：大村憲司
12. 僕の部屋で暮らそう [5:15]
作詞・作曲：宮沢和史、編曲：山弦
  - アルバム『晴れ ときどき くもり』収録曲
13. 命をあげよう〜ミュージカル『ミス・サイゴン』より [Live Version] [5:00]
作詞：Richard Maltby. Jr. & Alain Boublil、日本語詞：岩谷時子、作曲：Claude-Michel-Shonberg、編曲：William D. Brohn
  - アルバム『Miss Saigon -帝劇公演完全ライブ盤-』より
14. この歌をfor you [3:55]
作詞：本田美奈子、作曲：MIO、編曲：富田靖彦
  - アルバム『晴れ ときどき くもり』収録曲

### Disc.2
1. 悲劇がいっぱい [4:10]
作詞：三浦徳子、作曲：佐藤健、編曲：杉山卓夫
2. どうしたら [3:41]
作詞：許瑛子、作曲：川上明彦、編曲：杉山卓夫
3. IT'S JUST [4:34]
作詞：許瑛子、作曲：都志見隆、編曲：小林信吾
4. SHANGRI-LA [4:10]
作詞：許瑛子、作曲：中崎英也、編曲：小林信吾
5. あの娘があなたを狙ってる [3:53]
作詞：許瑛子、作曲：佐藤健、編曲：見良津健男
6. I〜私のままで [4:54]
作詞：森本沙夜子、作曲：和泉常寛、編曲：見良津健男
  - シングル「SHANGRI-LA」より
7. GAMBLE [4:29]
作詞：MINAKO、作曲・編曲：工藤隆
8. Primary〜思い出はかわらない [5:10]
作詞：許瑛子、作曲：川上明彦、編曲：難波弘之
9. 友達のふり [4:02]
作詞：森本沙夜子、作曲：川上明彦、編曲：難波弘之
10. SEED [3:43]
作詞：森本沙夜子、作曲：関根安里、編曲：工藤隆

### DVD
1. 1986年のマリリン [PV]
2. Oneway Generation
3. 好きと言いなさい
4. CRAZY NIGHTS
5. Temptation (誘惑)
6. あなたと、熱帯
7. GOLDEN DAYS ※英国発売シングル・バージョン
8. Primary〜思い出はかわらない
9. 1986年のマリリン [LIVE]